# Pelagodoxeae
Pelagodoxeae, maleni tribus palmi, dio potporodice Arecoideae. Sastoji se od dva roda, jedan sa Nove Gvineje i drugi sa Markižanskog otočja i Vanuatua.

## Rodovi
1. Pelagodoxa Becc.
2. Sommieria Becc., Nova Gvineja